# Чотирбоківська волость
Чотирбоківська волость — історична адміністративно-територіальна одиниця Заславського повіту Волинської губернії з центром у селі Чотирбоки. Наприкінці ХІХ ст. волость було ліквідовано, майже усі поселення увійшли до складу Сульжинської волості, окрім села Білопіль, що відійшло до Грицівської волості..
Станом на 1886 рік складалася з 7 поселень, 7 сільських громад. Населення — 6312 осіб (3153 чоловічої статі та 3159 — жіночої), 560 дворових господарств.
|                     | Площа, десятин | У тому числі орної, десятин |
| ------------------- | -------------- | --------------------------- |
| Сільських громад    | 6730           | 5261                        |
| Приватної власності | 3832           | 1984                        |
| Іншої власності     | 320            | 218                         |
| Загалом             | 10891          | 7466                        |

Основні поселення волості:
- Чотирбоки — колишнє власницьке село при річці Вислі, 897 осіб, 84 двори; волосне правління (16 верст від повітового міста), православна церква, каплиця, школа, постоялий будинок, 2 вітряки.
- Білопіль — колишнє власницьке село, 564 особи, 70 дворів, православна церква, постоялий будинок, вітряк.
- Вербівці — колишнє власницьке село при річці Хомора, 1145 осіб, 103 двори, православна церква, каплиця, школа, постоялий будинок.
- Ленківці — колишнє власницьке село, 1109 осіб, 98 дворів, православна церква, постоялий будинок, водяний млин, вітряк.
- Мокіївці (Маціївці) — колишнє власницьке село при річці Понора, 957 осіб, 100 дворів, православна церква, постоялий будинок, 4 вітряки.
- Пиляї — колишнє власницьке село при річці Понора, 613 осіб, 62 двори, православна церква, постоялий будинок, водяний млин, 2 вітряки.
- Тишевичі — колишнє власницьке село при річці Понора, 351 особа, 43 двори, православна церква, постоялий будинок, водяний млин, вітряк.